# Koreansk filosofi
Koreansk filosofi er filosofi fra Korea.
Koreansk filosofi dækker således over de filosofiske traditioner og tanker, der har udviklet sig i Korea gennem århundrederne. Den er dybt forankret i landets historiske, kulturelle, politiske og religiøse kontekst, som blandt andet omfatter påvirkninger fra indfødte koreanske trosretninger samt konfucianisme, taoisme, buddhisme og andre filosofiske systemer fra nabolandet Kina.

## Før moderne tid
Den traditionelle koreanske filosofi har et helhedsorienteret verdensbillede. Der lægges stor vægt på sammenhængen i alting. Traditionel koreansk filosofi lægger derfor også stor vægt på etik, moralske værdier og dyder. Begreber som oprigtighed, loyalitet og velvilje er højt respekterede. Traditionel koreansk filosofi værdsætter harmoni og balance i forskellige aspekter af livet, herunder sociale relationer, regeringsførelse og personlig adfærd. Den tidlige koreanske filosofi er blandt andet grundlag for kampsporten taekwondo, der har fået en stor udbredelse i den vestlige verden
Det er vigtigt at bemærke, at traditionel koreansk filosofi ikke er et fast eller stift system, men snarere en dynamisk og udviklende tradition, der er blevet påvirket af interaktioner med nærliggende filosofiske traditioner, især fra Kina. Efterhånden er elementer fra buddhisme og konfucianisme således blevet integreret i den traditionelle koreanske filosofi.
Mens det nutidige koreanske samfund har udviklet sig og er blevet moderniseret, fortsætter traditionelle koreanske filosofiske ideer og kulturelle værdier med at påvirke landets sociale normer, kulturelle praksisser og den måde, folk opfatter og navigerer i verden på.
Im Yunjidang (任允摯堂; 1721-1793) var en neo-konfuciansk filosof. Hun forsvarede kvinders ret til at blive filosoffer og hævdede, at mænd og kvinder ikke var forskellige i natur og moral

## Moderne tid

### Nordkorea
Efter anden verdenskrig blev filosofien i Nordkorea stærkt påvirket af marxismen og leninismen samt lignende politiske teorier. Det styrende partis filosofi hedder Juche. Nogle betragter denne politiske filosofi som en blanding af konfucianisme og stalinisme.
Juche-filosofi er således Nordkoreas statsideologi. Det blev udviklet af Kim Il-sung, landets første leder og grundlægger, og er karakteriseret som en blanding af selvtillid, nationalisme og marxisme-leninisme tilpasset de specifikke forhold og behov i Nordkorea. Udtrykket "Juche" kan oversættes til "selvhjulpenhed" eller "selvbestemmelse" på koreansk. Filosofien understreger ideen om det koreanske folks selvhjulpenhed og selvforsyning i alle aspekter af livet, inklusive politik, økonomi og forsvar, som et middel til at opnå en velstående og uafhængig socialistisk stat. Juche-filosofien er dybt forankret i det politiske system og kulturen i Nordkorea. Den former landets politikker, uddannelse, kunst og propaganda og tjener som en samlende kraft for nationen, samtidig med at den møder kritik fra det internationale samfund for dets autoritære og isolationistiske tendenser. Juches indflydelse strækker sig også ud over Nordkoreas grænser, idet nogle internationale iagttagere betragter den som en form for statsstøttet nationalisme, der har nogle unikke karakteristika.

### Sydkorea
Den sydkoreanske filosofi er blevet påvirket af moderne vestlig tænkning. Et modeksempel er dog Doh-ol, som er forfatternavnet for Young-Oak Kim. Han har baseret sin filosofi på det gamle kinesiske begreb qi ud fra den indsigt, at den vestlige tænkning er begrænset.

## Koreanske filosoffer
- Heo Mok
- Hyujǒng
- I Hwang
- Jeong Mong-ju
- Jo Gwang-jo
- Uicheon
- Yi I
- Kim Il Sung